# Marcus Despina
Marcus Despina (ur. 25 sierpnia 1984) – rumuński wioślarz.

## Osiągnięcia
- Mistrzostwa Świata Juniorów – Troki 2002 – dwójka ze sternikiem – 4. miejsce[1].
- Mistrzostwa Świata Juniorów – Troki 2002 – czwórka ze sternikiem – 2. miejsce[1].
- Mistrzostwa Świata Juniorów – Troki 2002 – ósemka – 5. miejsce[1].
- Mistrzostwa Świata U-23 – Amsterdam 2005 – czwórka ze sternikiem – 3. miejsce[1].
- Mistrzostwa Świata U-23 – Amsterdam 2005 – ósemka – 1. miejsce[1].
- Mistrzostwa Świata U-23 – Hazewinkel 2006 – czwórka ze sternikiem – 4. miejsce[1].
- Mistrzostwa Świata U-23 – Hazewinkel 2006 – ósemka – 4. miejsce[1].
- Mistrzostwa Świata – Eton 2006 – ósemka – 12. miejsce[1].
- Mistrzostwa Europy – Poznań 2007 – ósemka – 6. miejsce[1].